# Gulbrynad sparv
Gulbrynad sparv (Emberiza chrysophrys) är en fågelart i familjen fältsparvar (Emberizidae) som häckar i östra Sibirien.

## Kännetecken

### Utseende
Gulbrynad sparv är mindre än en sävsparv (E. schoeniclus) och mäter 13–14 centimeter. Den har dock ett förhållandevis stort huvud med en relativt kraftig näbb som har en rak näbbrygg och skär undernäbb. Ovansidan är brunaktig och kraftigt streckad. Mantelns sidor är gråbruna medan mitten av ryggen och övergumpen är rödbrun. Undersidan är vit med orange ton på kroppssidan och med små fina svarta streck.
Hane i häckningsdräkt är omisskännlig med sitt svarta till brunsvarta huvud med ett smalt centralt vitt hjässband och klargula ögonbrynsstreck. Honor och juveniler har mindre tydlig huvudteckning med mer brunt istället för svart och kan förväxlas med dvärgsparv (E. pusilla) men gulbrynad sparv har alltid en aning gult på främre delen av ögonbrynsstrecket och en antydan av ett vitt hjässband.
I vinterdräkt går könen ej att skilja åt i fält och det går inte heller att göra en säker åldersbedömning.

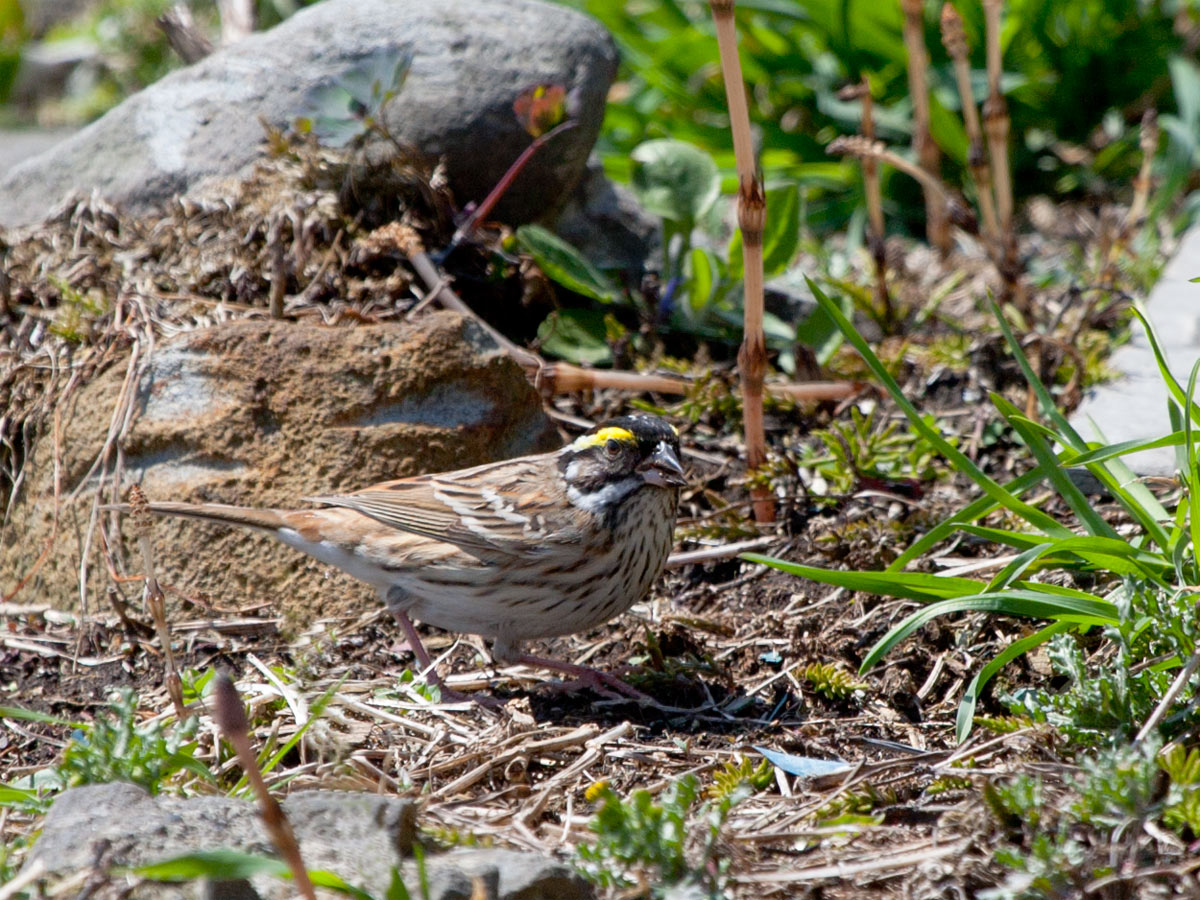

## Läte
Locklätet är ett knäppande dvärgsparvslikt vasst "zick!". Sången är en kort strof i lugnt tempo som ofta börjar med en mjuk längre ton och som avslutas i snabbare tempo.

## Utbredning
Gulbrynad sparv är en flyttfågel som häckar i östra Sibirien, främst nordöst om Bajkalsjön, och övervintrar i centrala och södra Kina. På sin flyttning observeras den i Mongoliet, Nord- och Sydkorea och i Japan.
Den är mycket sällsynt observerad i västra Europa. Flest observationer i Västeuropa har skett i Storbritannien, fem stycken, där den första rapporterades i oktober 1975. I övrigt har den även observerats i Nederländerna, Belgien, Luxemburg, Frankrike och Ukraina. Den 3 januari 2009 observerades den för första och hittills enda gången i Sverige vid södra Säbysjön på Norra Järvafältet i Uppland. I Finland observerades den för första och hittills enda gången den 6 juli 2024 i Siikajoki.
I Asien har den utanför sitt utbredningsområde även observerats i Taiwan.

## Taxonomi och släktskap
Den beskrevs första gången taxonomiskt 1776 av Peter Simon Pallas som då gav den namnet Chrysophrys chrysophrys. Släktnamnet Chrysophrys var dock också namnet på ett fisksläkte (jämför exempelvis havsrudefisken Chrysophrys auratus, numera Pagrus auratus). Idag placeras gulbrynad sparv oftast i det stora släktet Emberiza, men vissa auktoriteter delar upp detta i flera mindre släkten. Gulbrynad sparv förs då tillsammans med exempelvis sävsparv och videsparv till Schoeniclus. Arten är monotypisk, vilket i detta fallet betyder att den inte delas upp i underarter. Genetiska studier visar att den är närmast släkt med de östasiatiska arterna amursparv och blågrå sparv.

## Ekologi
Den gulbrynade sparven häckar i tajgazonen i rätt slutna skogar och lägger fyra ägg i ett bo placerat i ett träd. De adulta lever främst av frön, men ungarna matas även med insekter.

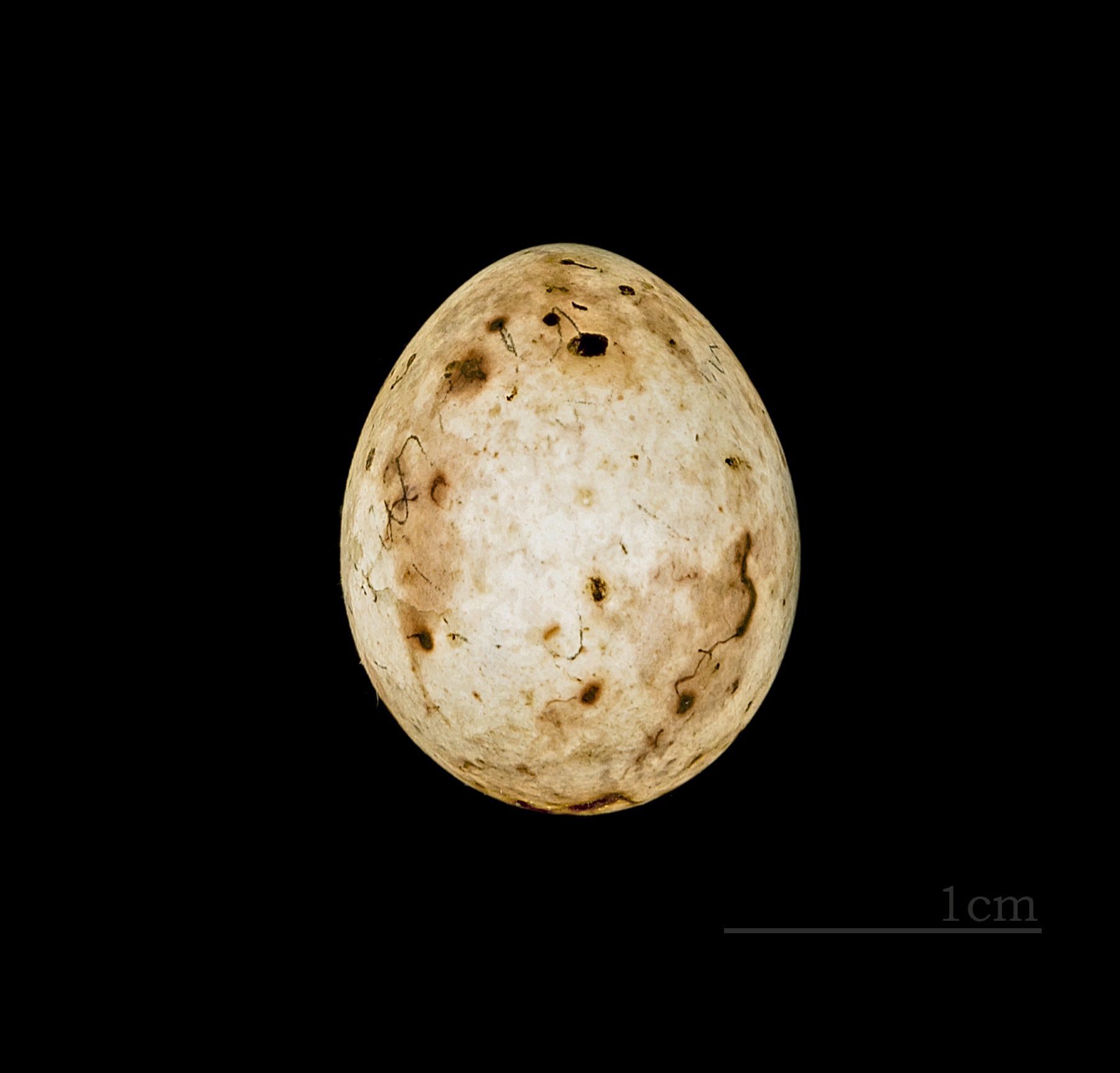
Ägg från gulbrynad sparv.

## Namn
Dess artepitet härstammar från grekiskans chrysos som betyder 'gyllene', och ophrys som betyder 'ögonbryn'. Detta anspelar precis som dess engelska och svenska trivialnamn på den arttypiska gula främre delen av ögonbrynsstrecket.